# Michael O'Connor (rugby)
Pour les articles homonymes, voir Michael O'Connor (homonymie).
Pas d'image ? Cliquez ici

a Compétitions nationales et continentales officielles uniquement.

b Matchs officiels uniquement.
Michael O'Connor, né le 30 novembre 1960 à Nowra (Australie), est un joueur international australien de rugby à XV et rugby à XIII, qui a joué avec l'équipe d'Australie de rugby à XV de 1979 à 1982 et l'équipe d'Australie de rugby à XIII de 1985 à 1990. Il évolue aux postes de centre et d'ailier à XV et également de centre et d'ailier à XIII.

## Biographie
Michael O'Connor effectue son premier test match avec l'équipe d'Australie de rugby à XV le 27 octobre 1979 contre l'équipe d'Argentine. Son dernier test match avec cette sélection a lieu contre l'équipe d'Écosse le 10 juillet 1982.

## Statistiques en équipe nationale

### En rugby à XV
- Nombre de matchs avec l'Australie : 12.
- 20 points, 5 essais.
- Sélections par saison : 2 en 1979, 4 en 1980, 3 en 1981 et 3 en 1982.

## Palmarès

### En rugby à XIII
- - Finaliste du Championnat de Nouvelle-Galles du Sud : 1985 (St. George).
  - Vainqueur du State of Origin : 1985, 1986 et 1990 (Nouvelle-Galles du Sud).
  - Vainqueur du Championnat de Nouvelle-Galles du Sud : 1987 (Manly-Warringah).
  - Vainqueur de la Coupe du monde : 1988 et 1992 (Australie).

### Distinctions personnelles
- - Meilleur marqueur d'essais de la Coupe du monde : 1988 (Australie).
  - Meilleur marqueur de points de la Coupe du monde : 1988 (Australie).
  - Meilleur centre du Championnat de Nouvelle-Galles du Sud : 1986, 1987 (St. George) et 1988 (Manly-Warringah).